# セントメリー・ナコーンラーチャシーマー病院
セントメリー・ナコーンラーチャシーマー病院（Saint Mary's Hospital）は、タイ東北部ナコーンラーチャシーマー県ムアンナコーンラーチャシーマー郡にある私立総合病院の一つである。セント･メリー病院などとも記述される。

## 概略
セントメリー・ナコーンラーチャシーマー病院（以下、セントメリー病院）は非営利の私立病院であり、カトリック教会ナコーンラーチャシーマー教区司教委員会によって運営されている。ベッド数150床、ICU（集中治療室）はあるが、CCU（冠状動脈疾患集中治療室）はない。小児科医、産科医も常勤でいる。CT装置があり、血液透析も可能。

## 歴史
1958年フランス人司祭マリウス・ルイーズ・ブレイ神父 (Marius Louise Bray、มารีอุส หลุยส์ เบรย์)が医療の必要性を認め、セントメリークリニックを創設した。その後、このクリニックは入院施設を要望する患者の求めに応じ、病院施設を拡張していった。1972年ナコーンラーチャシーマー教区長アラン・ソヴィ・フェルディノ・フォン・ギャヴィ司教（Alain Sauveur Ferdinand van Gaver）が6階建ての新病院建設の定礎式を行い、1974年6月1日に新病院での業務を開始した。さらに1999年病院理事会でさらに10階建ての病院棟の建設を決定した。

## 国際対応
ほとんどの医師は英語が可能であり、外国人との会話は通常は英語となる。